# Jules Galot
Pour les articles homonymes, voir Galot.
Jules Galot est un homme politique français né le 15 février 1839 au Havre (Seine-Inférieure) et mort le 10 septembre 1908 à Sainte-Marie-sur-Mer (Loire-Inférieure).

## Biographie
Fils de Jean Joseph Galot, administrateur à la direction générale des Douanes, directeur des douanes, et de Marie Ernestine Caneaux, Jules Galot suit sa scolarité au lycée de Nantes. Il est employé en 1859 dans la section des douanes au ministère des Finances, puis passe dans l'administration des affaires maritimes et coloniales en 1869. Devenu armateur et négociant, Galot est vice-président de la Compagnie nantaise de navigation à vapeur, administrateur de la Compagnie des charbons et briquettes de Blanzy-Ouest et membre du comité d'escompte du Comptoir national d'escompte. Il est consul d'Italie à Nantes de 1878 à 1889.
Conseiller municipal des Moutiers-en-Retz en 1875, puis maire en 1878, il est élu conseiller d'arrondissement en 1880. En 1884, il devient maire de Sainte-Marie, commune où il était propriétaire du château de la Tocnaye, et conseiller général du canton de Pornic.
Il est député de la Loire-Inférieure de 1898 à 1906, et siège au groupe de l'Action libérale. Conservateur libéral, il défend la liberté religieuse et les bouilleurs de cru. Il obtient une amélioration salariales en faveur des ouvriers des arsenaux.
Il épouse Marie Hortense Sageran, fille de Joseph Émile Sageran, officier de marine, et nièce de  Gabriel Lauriol. Il sera le grand-père de Jacques Viot, ainsi que le beau-père de Maurice et Dominique Cossé. La sœur de Jules avait épousé Émile Crouan, fils de Prudent Crouan et nièce de Denis Crouan.

## Distinctions
- Officier du Nichan Iftikhar

Il était officier du Nichan Iftikhar et chevalier de l'ordre de la Couronne d'Italie.

## Hommages
La rue Jules-Galot, aux Moutiers-en-Retz, est nommée en son hommage, de même que la place Jules-Galot qui jouxte la mairie annexe de Sainte-Marie-sur-Mer (commune de Pornic).

### Sources
- « Jules Galot », dans Adolphe Robert et Gaston Cougny, Dictionnaire des parlementaires français, Edgar Bourloton, 1889-1891 [détail de l’édition] [texte sur Sycomore]
- « Jules Galot », dans le Dictionnaire des parlementaires français (1889-1940), sous la direction de Jean Jolly, PUF, 1960 [détail de l’édition]
- René Bourreau, Monarchie et modernité: L'utopie restitutionniste de la noblesse nantaise sous la IIIe République, 1996